# Felsőpetény
Felsőpetény é um município da Hungria, situado no condado de Nógrád. Tem 14,5 km² de área e sua população em 2015 foi estimada em 567 habitantes.